# Elaphidion curacaoae
Elaphidion curacaoae es una especie de escarabajo longicornio del género Elaphidion, categorizada en la tribu Elaphidiini, de la subfamilia Cerambycinae. Fue descrita por Gilmour en 1968.

## Descripción
Mide 14 mm de longitud.

## Distribución
Se distribuye por Curazao.